# Armenië op het Eurovisiesongfestival 2014

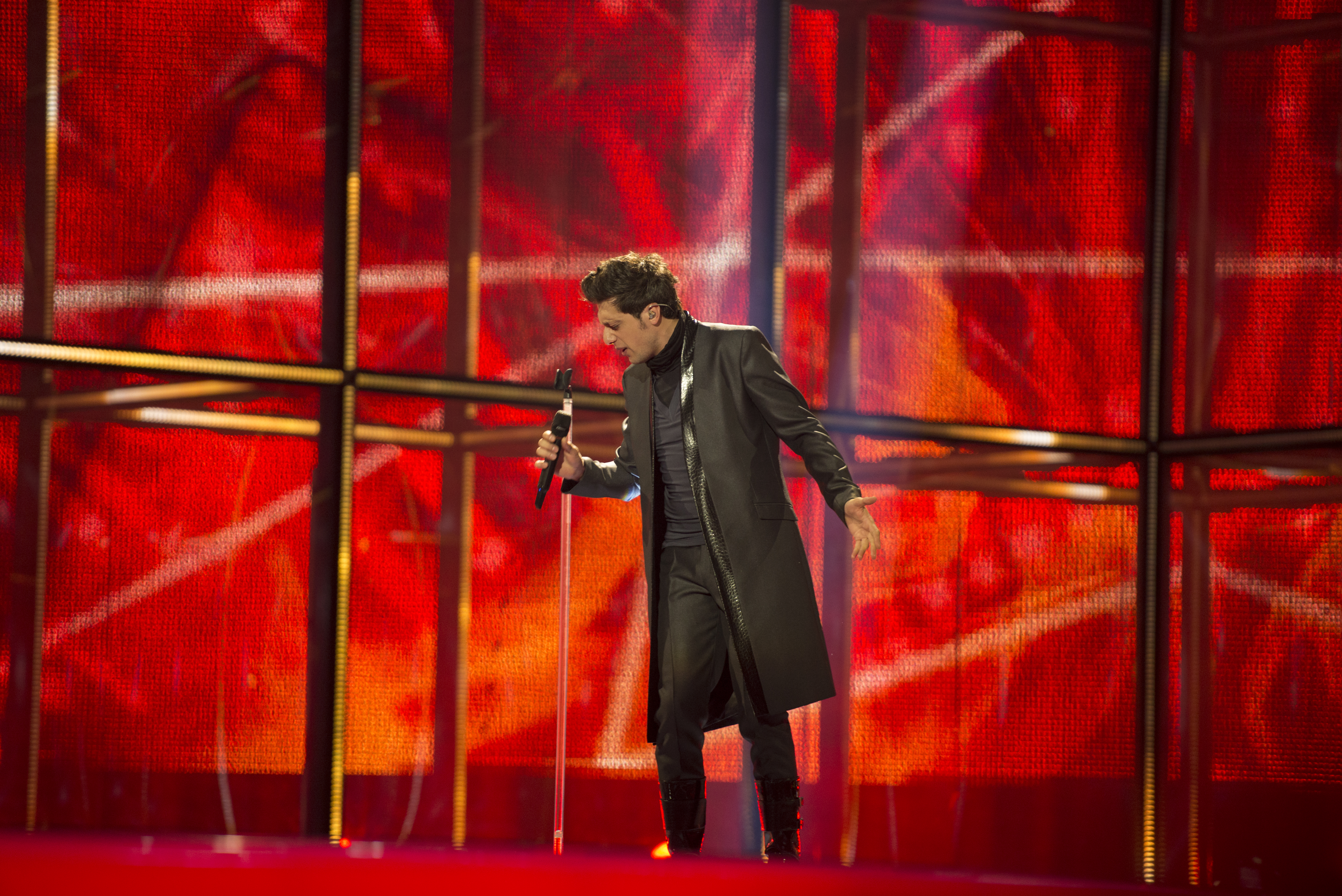
Aram MP3 eindigde namens Armenië op de vierde plek in Kopenhagen

Armenië nam deel aan het Eurovisiesongfestival 2014 in Kopenhagen, Denemarken. Het was de 8ste deelname van het land op het Eurovisiesongfestival. ARMTV was verantwoordelijk voor de Armeense bijdrage voor de editie van 2014.

## Selectieprocedure
De Armeense openbare omroep zou op 31 december aankondigen wie Armenië mocht vertegenwoordigen in Kopenhagen. Tijdens een speciale oudejaarsspecial bleek uiteindelijk dat ARMTV ervoor opteerde om Aram MP3 naar het Eurovisiesongfestival te sturen. Aanvankelijk was het de bedoeling dat hij in een nationale finale drie nummers zou presenteren, waaruit het grote publiek vervolgens de Armeense act voor het Eurovisiesongfestival 2014 mocht kiezen. Dit plan werd later echter afgeblazen door de ARMTV. In februari werd duidelijk dat de Armeense openbare omroep 75 nummers had ontvangen uit binnen- en buitenland, waaruit één nummer werd gekozen. Dit lied werd op 14 maart gepresenteerd aan het grote publiek. Het nummer kreeg als titel Not alone en werd volledig in het Engels vertolkt.

## In Kopenhagen
Armenië eindigde op de vierde plaats in de eerste halve finale, met 121 punten. Armenië kreeg het maximum van twaalf punten van vier landen, namelijk Frankrijk, Nederland, Oekraïne en Rusland.
In de finale trad Aram MP3 als zevende van 26 acts aan, net na Paula Seling & Ovi uit Roemenië en gevolgd door Sergej Ćetković uit Montenegro. Aan het einde van de puntentelling stond Armenië op de vierde plaats, met 174 punten. Armenië kreeg het maximum van de punten van Frankrijk, Georgië en Oostenrijk. Het was, samen met de vierde plaats van Sirusho in 2008, de beste Armeense prestatie op het Eurovisiesongfestival ooit.

## Punten

### Punten gegeven aan Armenië

#### Halve finale 1
| 12 punten                                    | 10 punten                 | 8 punten             | 7 punten | 6 punten           |
| -------------------------------------------- | ------------------------- | -------------------- | -------- | ------------------ |
| - Frankrijk - Rusland - Nederland - Oekraïne | - Montenegro - San Marino | - Hongarije - Zweden |          | - Letland - Spanje |
| 5 punten                                     | 4 punten                  | 3 punten             | 2 punten | 1 punt             |
| - Albanië - Denemarken - Estland             | - Portugal                | - België - IJsland   |          |                    |

| Jury punten halve finale 1      | Jury punten halve finale 1 | Jury punten halve finale 1 | Jury punten halve finale 1 | Jury punten halve finale 1 |
| 12 punten                       | 10 punten                  | 8 punten                   | 7 punten                   | 6 punten                   |
| ------------------------------- | -------------------------- | -------------------------- | -------------------------- | -------------------------- |
| - Letland - Oekraïne            | - Montenegro - San Marino  | - Frankrijk - Rusland      | - Nederland - Zweden       | - Denemarken               |
| 5 punten                        | 4 punten                   | 3 punten                   | 2 punten                   | 1 punt                     |
| - Albanië - Estland - Hongarije | - Portugal                 | - Spanje                   |                            |                            |

| Televoting punten halve finale 1                      | Televoting punten halve finale 1 | Televoting punten halve finale 1 | Televoting punten halve finale 1 | Televoting punten halve finale 1 |
| 12 punten                                             | 10 punten                        | 8 punten                         | 7 punten                         | 6 punten                         |
| ----------------------------------------------------- | -------------------------------- | -------------------------------- | -------------------------------- | -------------------------------- |
| - België - Frankrijk - Nederland - Oekraïne - Rusland | - Spanje - Zweden                |                                  |                                  | - Hongarije                      |
| 5 punten                                              | 4 punten                         | 3 punten                         | 2 punten                         | 1 punt                           |
|                                                       | - IJsland                        |                                  | - Denemarken - Estland           | - Letland - Portugal             |

#### Finale
| 12 punten                          | 10 punten                                       | 8 punten                    | 7 punten                                         | 6 punten                                  |
| ---------------------------------- | ----------------------------------------------- | --------------------------- | ------------------------------------------------ | ----------------------------------------- |
| - Oostenrijk - Frankrijk - Georgië | - Wit-Rusland - Letland - Montenegro - Oekraïne | - Noord-Macedonië - Rusland | - Griekenland - Hongarije - Roemenië - Nederland | - Duitsland - Israël - Malta - San Marino |
| 5 punten                           | 4 punten                                        | 3 punten                    | 2 punten                                         | 1 punt                                    |
| - Estland - Zweden                 | - Finland - Portugal - Spanje                   | - Moldavië                  | - Denemarken - IJsland                           | - Polen                                   |

### Punten gegeven door Armenië

#### Eerste halve finale
Punten gegeven door Armenië in de eerste halve finale
| Punten    | Land       |
| --------- | ---------- |
| 12 punten | Oekraïne   |
| 10 punten | Nederland  |
| 8 punten  | Montenegro |
| 7 punten  | Rusland    |
| 6 punten  | België     |
| 5 punten  | Estland    |
| 4 punten  | Zweden     |
| 3 punten  | Portugal   |
| 2 punten  | San Marino |
| 1 punt    | Hongarije  |

| Uitsplitsing jury/televoting | Uitsplitsing jury/televoting | Uitsplitsing jury/televoting | Uitsplitsing jury/televoting | Uitsplitsing jury/televoting | Uitsplitsing jury/televoting | Uitsplitsing jury/televoting | Uitsplitsing jury/televoting | Uitsplitsing jury/televoting | Uitsplitsing jury/televoting | Uitsplitsing jury/televoting |
| Volgorde                     | Land                         | A. Asatryan                  | A. Davtyan                   | I. Arshakyan                 | A. Arshakyan                 | A. Barseghyan                | Juryranking                  | Televoting                   | Eindranking                  | Punten                       |
| ---------------------------- | ---------------------------- | ---------------------------- | ---------------------------- | ---------------------------- | ---------------------------- | ---------------------------- | ---------------------------- | ---------------------------- | ---------------------------- | ---------------------------- |
| 01                           | Armenië                      |                              |                              |                              |                              |                              |                              |                              |                              |                              |
| 02                           | Letland                      | 12                           | 11                           | 12                           | 14                           | 12                           | 12                           | 11                           | 14                           |                              |
| 03                           | Estland                      | 2                            | 1                            | 2                            | 2                            | 1                            | 2                            | 10                           | 6                            | 5                            |
| 04                           | Zweden                       | 14                           | 13                           | 14                           | 10                           | 14                           | 13                           | 3                            | 7                            | 4                            |
| 05                           | IJsland                      | 10                           | 7                            | 10                           | 7                            | 7                            | 8                            | 13                           | 13                           |                              |
| 06                           | Albanië                      | 5                            | 6                            | 5                            | 5                            | 6                            | 5                            | 14                           | 12                           |                              |
| 07                           | Rusland                      | 11                           | 9                            | 11                           | 9                            | 5                            | 10                           | 1                            | 4                            | 7                            |
| 08                           | Azerbeidzjan                 | 15                           | 15                           | 15                           | 15                           | 15                           | 15                           | 15                           | 15                           |                              |
| 09                           | Oekraïne                     | 6                            | 10                           | 7                            | 3                            | 3                            | 6                            | 2                            | 1                            | 12                           |
| 10                           | België                       | 4                            | 3                            | 4                            | 6                            | 8                            | 4                            | 8                            | 5                            | 6                            |
| 11                           | Moldavië                     | 7                            | 4                            | 9                            | 8                            | 10                           | 7                            | 12                           | 11                           |                              |
| 12                           | San Marino                   | 8                            | 8                            | 6                            | 12                           | 9                            | 9                            | 7                            | 9                            | 2                            |
| 13                           | Portugal                     | 9                            | 12                           | 8                            | 11                           | 11                           | 11                           | 5                            | 8                            | 3                            |
| 14                           | Nederland                    | 3                            | 5                            | 3                            | 4                            | 4                            | 3                            | 6                            | 2                            | 10                           |
| 15                           | Montenegro                   | 1                            | 2                            | 1                            | 1                            | 2                            | 1                            | 9                            | 3                            | 8                            |
| 16                           | Hongarije                    | 13                           | 14                           | 13                           | 13                           | 13                           | 14                           | 4                            | 10                           | 1                            |

#### Finale
Punten gegeven door Armenië in de finale
| Punten    | Land        |
| --------- | ----------- |
| 12 punten | Montenegro  |
| 10 punten | Rusland     |
| 8 punten  | Wit-Rusland |
| 7 punten  | Griekenland |
| 6 punten  | Duitsland   |
| 5 punten  | Zwitserland |
| 4 punten  | Nederland   |
| 3 punten  | San Marino  |
| 2 punten  | Spanje      |
| 1 punt    | Denemarken  |

| Uitsplitsing jury/televoting | Uitsplitsing jury/televoting | Uitsplitsing jury/televoting | Uitsplitsing jury/televoting | Uitsplitsing jury/televoting | Uitsplitsing jury/televoting | Uitsplitsing jury/televoting | Uitsplitsing jury/televoting | Uitsplitsing jury/televoting | Uitsplitsing jury/televoting | Uitsplitsing jury/televoting |
| Volgorde                     | Land                         | A. Asatryan                  | A. Davtyan                   | I. Arshakyan                 | A. Arshakyan                 | A. Barseghyan                | Juryranking                  | Televoting                   | Eindranking                  | Punten                       |
| ---------------------------- | ---------------------------- | ---------------------------- | ---------------------------- | ---------------------------- | ---------------------------- | ---------------------------- | ---------------------------- | ---------------------------- | ---------------------------- | ---------------------------- |
| 01                           | Oekraïne                     | 20                           | 22                           | 20                           | 21                           | 20                           | 20                           | 7                            | 15                           |                              |
| 02                           | Wit-Rusland                  | 4                            | 5                            | 4                            | 4                            | 4                            | 3                            | 5                            | 3                            | 8                            |
| 03                           | Azerbeidzjan                 | 25                           | 25                           | 25                           | 25                           | 25                           | 25                           | 25                           | 25                           |                              |
| 04                           | IJsland                      | 11                           | 8                            | 5                            | 3                            | 9                            | 5                            | 19                           | 11                           |                              |
| 05                           | Noorwegen                    | 15                           | 19                           | 9                            | 15                           | 19                           | 18                           | 21                           | 23                           |                              |
| 06                           | Roemenië                     | 16                           | 6                            | 16                           | 18                           | 17                           | 17                           | 17                           | 20                           |                              |
| 07                           | Armenië                      |                              |                              |                              |                              |                              |                              |                              |                              |                              |
| 08                           | Montenegro                   | 2                            | 1                            | 2                            | 2                            | 2                            | 2                            | 4                            | 1                            | 12                           |
| 09                           | Polen                        | 18                           | 2                            | 17                           | 13                           | 5                            | 11                           | 16                           | 16                           |                              |
| 10                           | Griekenland                  | 14                           | 4                            | 18                           | 16                           | 3                            | 10                           | 6                            | 4                            | 7                            |
| 11                           | Oostenrijk                   | 23                           | 21                           | 23                           | 24                           | 23                           | 24                           | 2                            | 14                           |                              |
| 12                           | Duitsland                    | 3                            | 7                            | 3                            | 5                            | 16                           | 4                            | 12                           | 5                            | 6                            |
| 13                           | Zweden                       | 24                           | 23                           | 24                           | 10                           | 24                           | 22                           | 3                            | 12                           |                              |
| 14                           | Frankrijk                    | 19                           | 18                           | 19                           | 19                           | 14                           | 19                           | 13                           | 18                           |                              |
| 15                           | Rusland                      | 6                            | 9                            | 12                           | 9                            | 8                            | 6                            | 1                            | 2                            | 10                           |
| 16                           | Italië                       | 13                           | 10                           | 15                           | 14                           | 15                           | 16                           | 23                           | 24                           |                              |
| 17                           | Slovenië                     | 12                           | 11                           | 13                           | 6                            | 12                           | 8                            | 22                           | 17                           |                              |
| 18                           | Finland                      | 17                           | 12                           | 14                           | 8                            | 13                           | 15                           | 20                           | 21                           |                              |
| 19                           | Spanje                       | 7                            | 15                           | 10                           | 12                           | 11                           | 12                           | 11                           | 9                            | 2                            |
| 20                           | Zwitserland                  | 10                           | 13                           | 8                            | 20                           | 6                            | 13                           | 8                            | 6                            | 5                            |
| 21                           | Hongarije                    | 22                           | 24                           | 22                           | 23                           | 22                           | 23                           | 10                           | 19                           |                              |
| 22                           | Malta                        | 1                            | 3                            | 1                            | 1                            | 1                            | 1                            | 24                           | 13                           |                              |
| 23                           | Denemarken                   | 5                            | 14                           | 11                           | 17                           | 7                            | 9                            | 14                           | 10                           | 1                            |
| 24                           | Nederland                    | 8                            | 16                           | 7                            | 11                           | 10                           | 7                            | 15                           | 7                            | 4                            |
| 25                           | San Marino                   | 9                            | 17                           | 6                            | 7                            | 18                           | 14                           | 9                            | 8                            | 3                            |
| 26                           | Verenigd Koninkrijk          | 21                           | 20                           | 21                           | 22                           | 21                           | 21                           | 18                           | 22                           |                              |

2006 · 2007 · 2008 · 2009 · 2010 · 2011 · 2012 · 2013 · 2014 · 2015 · 2016 · 2017 · 2018 · 2019 · 2020-2021 · 2022 · 2023 · 2024 · 2025
Albanië · Armenië · Azerbeidzjan · België · Denemarken · Duitsland · Estland · Finland · Frankrijk · Georgië · Griekenland · Hongarije · Ierland · IJsland · Israël · Italië · Letland · Litouwen · Macedonië · Malta · Moldavië · Montenegro · Nederland · Noorwegen · Oekraïne · Oostenrijk · Polen · Portugal · Roemenië · Rusland · San Marino · Slovenië · Spanje · Verenigd Koninkrijk · Wit-Rusland · Zweden · Zwitserland